# Youri Kayembre Kalenga
Youri Kayembre Kalenga (* 27. März 1988 in Kinshasa, Demokratische Republik Kongo als  Youri Musafu Kalenga) ist ein in Frankreich lebender kongolesischer Boxer im Cruisergewicht und ehemaliger WBA-Interimsweltmeister.

## Profikarriere
Der robust gebaute und recht schlagstarke Normalausleger gab Ende Februar gegen Engin Karakaplan mit einem T.-K-.o.-Sieg in Runde 3 erfolgreich sein Debüt als Profi.
Im Jahre 2013 bezwang Kalenga unter anderem den bis dahin noch ungeschlagenen Ukrainer Jaho Kiladse (Kampfbilanz 20-0-0) durch klassischen K.o. in der 2. Runde und musste gegen den Letten Arturs Kulikauskis in Lettland seine erste Pleite einstecken.
Gegen den Polen Mateusz Masternak (31-1-0) trat Kalenga in Polen im Jahr darauf um den Interimsweltmeistertitel der WBA an und schlug ihn durch geteilte Punktrichterentscheidung. Auch verteidigte Kalenga diesen Titel noch in jenem Jahr gegen den bis dahin ungeschlagenen Kanadier Denton Daley (Kampfbilanz 12-0-0) mit einem technischen K.-o.-Sieg in Runde 12.
Am 10. April im Jahre 2015 traf Kalenga auf Denis Lebedew (Kampfbilanz 26-2-0). Lebedew hatte den WBA-Weltmeisterschaftstitel inne, welcher auch auf dem Spiel stand. Kalenga verlor diesen Fight klar und einstimmig nach Punkten, lieferte dem WBA-Champion dennoch einen starken Kampf.
Im November desselben Jahres schlug Kalenga den Argentinier Roberto Feliciano Bolonti in Runde 9 in einem auf 10 Runden angesetzten Kampf schwer k.o.